# Japán császári ház
A japán császári ház (皇室 kōshitsu), más néven a császári család vagy a Jamato-dinasztia, magába foglalja a kiterjesztett császári családnak azokat a tagjait, akik hivatali vagy közügyeket látnak el. Japán jelenlegi alkotmánya szerint a császár "az állam és a nép egységének jelképe". A császári család többi tagja ünnepi és szociális feladatokat lát el, de nincs szerepe a kormány ügyeiben. A császárként betöltött kötelességeket továbbadják a gyermekeiknek és további leszármazottaiknak.
A japán monarchia a világ legrégebbi állandó örökös monarchiája. A császári ház a 126 uralkodót ismer el hivatalosan, kezdve a legendás Dzsinmu japán császárral (i. e. 660. február 11.) folytatva egészen a jelenlegi császárig, Naruhitóig.
Az első 29 császár történelmi bizonyítékai a modern korok számára mellékesek, de az örökletes vonalnak szilárd bizonyítéka van Kinmei császár óta, aki 1500 évvel ezelőtt került a trónra. Uralkodása 539 és 571 közé tehető.

## A mai császári ház tagjai
A császári udvartartási törvény 5. cikke (皇室典範 Kósicu Tenpan) meghatározza a császári családot (皇族) melynek tagjai az uralkodó (皇后 kógó); a császár, törvényes fiai és törvényes unokái a és törvényes férfiági leszármazottjai (親王 sinnó) és társai (親王妃 sinnóhi); a császár nem házas törvényes leányai és a nem házas törvényes leány unokáik a törvényes férfi ágon (内 親王 naihinnó); a császár többi törvényes férfi utóda a harmadik és későbbi nemzedékekben a törvényes férfivonalban (王 ó) és társaik (王妃 óhi); és a császár más nem házas, törvényes női leszármazottjai a harmadik és a későbbi nemzedékekben a törvényes férfiágon (女王 joó). Angolban mind a ’sinnó’-t mind az ’ó’-t "herceg"-ként fordítják, valamint a ’sinnóhi’-t, ’naisinnó’-t, ’óhi’-t és ’joó’-t "hercegnőként" fordítják.
Miután a 19 mellékági császári család tagjait 1947 októberében eltávolították a császári házból, a császári család hivatalos tagsága ténylegesen csak a császár férfiági leszármazottjaira korlátozódott, kizárva ezzel azokat a női leszármazottakat, akik a császári családon kívül házasodtak és az ő utódaikat.
|                  |                  |                  |                  |                  |                  |               |               |                   |                   |                   |                   |                   |                   |              |              |                |                |                |                |                       |                       |                       |                       |                       |                       |                  |                  | Taisó császár            | Taisó császár            | Taisó császár            | Taisó császár            | Taisó császár            | Taisó császár            |                          |                          | Teimei császárné         | Teimei császárné         | Teimei császárné | Teimei császárné | Teimei császárné        | Teimei császárné        |                         |                         |                         |                         |  |  |                           |                           |                           |                           |                           |                           |  |  |                               |                               |                               |                               |                               |                               |                 |                 |                  |                  |                  |                  |                  |                  |               |               |                   |                   |                   |                   |                   |                   |              |              |                  |                  |                  |                  |                  |                  |  |  |  |  |  |  |  |  |
|                  |                  |                  |                  |                  |                  |               |               |                   |                   |                   |                   |                   |                   |              |              |                |                |                |                |                       |                       |                       |                       |                       |                       |                  |                  | Taisó császár            | Taisó császár            | Taisó császár            | Taisó császár            | Taisó császár            | Taisó császár            |                          |                          | Teimei császárné         | Teimei császárné         | Teimei császárné | Teimei császárné | Teimei császárné        | Teimei császárné        |                         |                         |                         |                         |  |  |                           |                           |                           |                           |                           |                           |  |  |                               |                               |                               |                               |                               |                               |                 |                 |                  |                  |                  |                  |                  |                  |               |               |                   |                   |                   |                   |                   |                   |              |              |                  |                  |                  |                  |                  |                  |  |  |  |  |  |  |  |  |
|                  |                  |                  |                  |                  |                  |               |               |                   |                   |                   |                   |                   |                   |              |              |                |                |                |                |                       |                       |                       |                       |                       |                       |                  |                  |                          |                          |                          |                          |                          |                          |                          |                          |                          |                          |                  |                  |                         |                         |                         |                         |                         |                         |  |  |                           |                           |                           |                           |                           |                           |  |  |                               |                               |                               |                               |                               |                               |                 |                 |                  |                  |                  |                  |                  |                  |               |               |                   |                   |                   |                   |                   |                   |              |              |                  |                  |                  |                  |                  |                  |  |  |  |  |  |  |  |  |
|                  |                  |                  |                  |                  |                  |               |               |                   |                   |                   |                   |                   |                   |              |              |                |                |                |                |                       |                       |                       |                       |                       |                       |                  |                  |                          |                          |                          |                          |                          |                          |                          |                          |                          |                          |                  |                  |                         |                         |                         |                         |                         |                         |  |  |                           |                           |                           |                           |                           |                           |  |  |                               |                               |                               |                               |                               |                               |                 |                 |                  |                  |                  |                  |                  |                  |               |               |                   |                   |                   |                   |                   |                   |              |              |                  |                  |                  |                  |                  |                  |  |  |  |  |  |  |  |  |
|                  |                  |                  |                  |                  |                  |               |               |                   |                   |                   |                   | Sóva császár      | Sóva császár      | Sóva császár | Sóva császár | Sóva császár   | Sóva császár   |                |                | Kódzsun császárné     | Kódzsun császárné     | Kódzsun császárné     | Kódzsun császárné     | Kódzsun császárné     | Kódzsun császárné     |                  |                  |                          |                          |                          |                          |                          |                          |                          |                          |                          |                          |                  |                  |                         |                         |                         |                         |                         |                         |  |  |                           |                           |                           |                           |                           |                           |  |  | Mikasza japán császári herceg | Mikasza japán császári herceg | Mikasza japán császári herceg | Mikasza japán császári herceg | Mikasza japán császári herceg | Mikasza japán császári herceg |                 |                 | Mikasza hercegnő | Mikasza hercegnő | Mikasza hercegnő | Mikasza hercegnő | Mikasza hercegnő | Mikasza hercegnő |               |               |                   |                   |                   |                   |                   |                   |              |              |                  |                  |                  |                  |                  |                  |  |  |  |  |  |  |  |  |
|                  |                  |                  |                  |                  |                  |               |               |                   |                   |                   |                   | Sóva császár      | Sóva császár      | Sóva császár | Sóva császár | Sóva császár   | Sóva császár   |                |                | Kódzsun császárné     | Kódzsun császárné     | Kódzsun császárné     | Kódzsun császárné     | Kódzsun császárné     | Kódzsun császárné     |                  |                  |                          |                          |                          |                          |                          |                          |                          |                          |                          |                          |                  |                  |                         |                         |                         |                         |                         |                         |  |  |                           |                           |                           |                           |                           |                           |  |  | Mikasza japán császári herceg | Mikasza japán császári herceg | Mikasza japán császári herceg | Mikasza japán császári herceg | Mikasza japán császári herceg | Mikasza japán császári herceg |                 |                 | Mikasza hercegnő | Mikasza hercegnő | Mikasza hercegnő | Mikasza hercegnő | Mikasza hercegnő | Mikasza hercegnő |               |               |                   |                   |                   |                   |                   |                   |              |              |                  |                  |                  |                  |                  |                  |  |  |  |  |  |  |  |  |
|                  |                  |                  |                  |                  |                  |               |               |                   |                   |                   |                   |                   |                   |              |              |                |                |                |                |                       |                       |                       |                       |                       |                       |                  |                  |                          |                          |                          |                          |                          |                          |                          |                          |                          |                          |                  |                  |                         |                         |                         |                         |                         |                         |  |  |                           |                           |                           |                           |                           |                           |  |  |                               |                               |                               |                               |                               |                               |                 |                 |                  |                  |                  |                  |                  |                  |               |               |                   |                   |                   |                   |                   |                   |              |              |                  |                  |                  |                  |                  |                  |  |  |  |  |  |  |  |  |
|                  |                  |                  |                  |                  |                  |               |               |                   |                   |                   |                   |                   |                   |              |              |                |                |                |                |                       |                       |                       |                       |                       |                       |                  |                  |                          |                          |                          |                          |                          |                          |                          |                          |                          |                          |                  |                  |                         |                         |                         |                         |                         |                         |  |  |                           |                           |                           |                           |                           |                           |  |  |                               |                               |                               |                               |                               |                               |                 |                 |                  |                  |                  |                  |                  |                  |               |               |                   |                   |                   |                   |                   |                   |              |              |                  |                  |                  |                  |                  |                  |  |  |  |  |  |  |  |  |
| Akihito császár  | Akihito császár  | Akihito császár  | Akihito császár  | Akihito császár  | Akihito császár  |               |               | Micsiko császárné | Micsiko császárné | Micsiko császárné | Micsiko császárné | Micsiko császárné | Micsiko császárné |              |              | Hitacsi herceg | Hitacsi herceg | Hitacsi herceg | Hitacsi herceg | Hitacsi herceg        | Hitacsi herceg        |                       |                       | Hitacsi hercegnő      | Hitacsi hercegnő      | Hitacsi hercegnő | Hitacsi hercegnő | Hitacsi hercegnő         | Hitacsi hercegnő         |                          |                          | Öt leányuk 1, 2, 3, 4, 5 | Öt leányuk 1, 2, 3, 4, 5 | Öt leányuk 1, 2, 3, 4, 5 | Öt leányuk 1, 2, 3, 4, 5 | Öt leányuk 1, 2, 3, 4, 5 | Öt leányuk 1, 2, 3, 4, 5 |                  |                  | Mikasza Tomohito herceg | Mikasza Tomohito herceg | Mikasza Tomohito herceg | Mikasza Tomohito herceg | Mikasza Tomohito herceg | Mikasza Tomohito herceg |  |  | Mikasza Tomohito hercegnő | Mikasza Tomohito hercegnő | Mikasza Tomohito hercegnő | Mikasza Tomohito hercegnő | Mikasza Tomohito hercegnő | Mikasza Tomohito hercegnő |  |  | Katsura herceg                | Katsura herceg                | Katsura herceg                | Katsura herceg                | Katsura herceg                | Katsura herceg                |                 |                 | Takamado herceg  | Takamado herceg  | Takamado herceg  | Takamado herceg  | Takamado herceg  | Takamado herceg  |               |               | Takamado hercegnő | Takamado hercegnő | Takamado hercegnő | Takamado hercegnő | Takamado hercegnő | Takamado hercegnő |              |              | Két leányuk 1, 2 | Két leányuk 1, 2 | Két leányuk 1, 2 | Két leányuk 1, 2 | Két leányuk 1, 2 | Két leányuk 1, 2 |  |  |  |  |  |  |  |  |
| Akihito császár  | Akihito császár  | Akihito császár  | Akihito császár  | Akihito császár  | Akihito császár  |               |               | Micsiko császárné | Micsiko császárné | Micsiko császárné | Micsiko császárné | Micsiko császárné | Micsiko császárné |              |              | Hitacsi herceg | Hitacsi herceg | Hitacsi herceg | Hitacsi herceg | Hitacsi herceg        | Hitacsi herceg        |                       |                       | Hitacsi hercegnő      | Hitacsi hercegnő      | Hitacsi hercegnő | Hitacsi hercegnő | Hitacsi hercegnő         | Hitacsi hercegnő         |                          |                          | Öt leányuk 1, 2, 3, 4, 5 | Öt leányuk 1, 2, 3, 4, 5 | Öt leányuk 1, 2, 3, 4, 5 | Öt leányuk 1, 2, 3, 4, 5 | Öt leányuk 1, 2, 3, 4, 5 | Öt leányuk 1, 2, 3, 4, 5 |                  |                  | Mikasza Tomohito herceg | Mikasza Tomohito herceg | Mikasza Tomohito herceg | Mikasza Tomohito herceg | Mikasza Tomohito herceg | Mikasza Tomohito herceg |  |  | Mikasza Tomohito hercegnő | Mikasza Tomohito hercegnő | Mikasza Tomohito hercegnő | Mikasza Tomohito hercegnő | Mikasza Tomohito hercegnő | Mikasza Tomohito hercegnő |  |  | Katsura herceg                | Katsura herceg                | Katsura herceg                | Katsura herceg                | Katsura herceg                | Katsura herceg                |                 |                 | Takamado herceg  | Takamado herceg  | Takamado herceg  | Takamado herceg  | Takamado herceg  | Takamado herceg  |               |               | Takamado hercegnő | Takamado hercegnő | Takamado hercegnő | Takamado hercegnő | Takamado hercegnő | Takamado hercegnő |              |              | Két leányuk 1, 2 | Két leányuk 1, 2 | Két leányuk 1, 2 | Két leányuk 1, 2 | Két leányuk 1, 2 | Két leányuk 1, 2 |  |  |  |  |  |  |  |  |
|                  |                  |                  |                  |                  |                  |               |               |                   |                   |                   |                   |                   |                   |              |              |                |                |                |                |                       |                       |                       |                       |                       |                       |                  |                  |                          |                          |                          |                          |                          |                          |                          |                          |                          |                          |                  |                  |                         |                         |                         |                         |                         |                         |  |  |                           |                           |                           |                           |                           |                           |  |  |                               |                               |                               |                               |                               |                               |                 |                 |                  |                  |                  |                  |                  |                  |               |               |                   |                   |                   |                   |                   |                   |              |              |                  |                  |                  |                  |                  |                  |  |  |  |  |  |  |  |  |
|                  |                  |                  |                  |                  |                  |               |               |                   |                   |                   |                   |                   |                   |              |              |                |                |                |                |                       |                       |                       |                       |                       |                       |                  |                  |                          |                          |                          |                          |                          |                          |                          |                          |                          |                          |                  |                  |                         |                         |                         |                         |                         |                         |  |  |                           |                           |                           |                           |                           |                           |  |  |                               |                               |                               |                               |                               |                               |                 |                 |                  |                  |                  |                  |                  |                  |               |               |                   |                   |                   |                   |                   |                   |              |              |                  |                  |                  |                  |                  |                  |  |  |  |  |  |  |  |  |
| Naruhito császár | Naruhito császár | Naruhito császár | Naruhito császár | Naruhito császár | Naruhito császár |               |               | Maszako hercegnő  | Maszako hercegnő  | Maszako hercegnő  | Maszako hercegnő  | Maszako hercegnő  | Maszako hercegnő  |              |              | Akisino herceg | Akisino herceg | Akisino herceg | Akisino herceg | Akisino herceg        | Akisino herceg        |                       |                       | Akisino hercegnő      | Akisino hercegnő      | Akisino hercegnő | Akisino hercegnő | Akisino hercegnő         | Akisino hercegnő         |                          |                          | Kuroda Sajako            | Kuroda Sajako            | Kuroda Sajako            | Kuroda Sajako            | Kuroda Sajako            | Kuroda Sajako            |                  |                  | Mikasza Akiko hercegnő  | Mikasza Akiko hercegnő  | Mikasza Akiko hercegnő  | Mikasza Akiko hercegnő  | Mikasza Akiko hercegnő  | Mikasza Akiko hercegnő  |  |  | Mikasza Jóko hercegnő     | Mikasza Jóko hercegnő     | Mikasza Jóko hercegnő     | Mikasza Jóko hercegnő     | Mikasza Jóko hercegnő     | Mikasza Jóko hercegnő     |  |  |                               |                               |                               |                               | Takamado Cuguko               | Takamado Cuguko               | Takamado Cuguko | Takamado Cuguko | Takamado Cuguko  | Takamado Cuguko  |                  |                  | Szenge Noriko    | Szenge Noriko    | Szenge Noriko | Szenge Noriko | Szenge Noriko     | Szenge Noriko     |                   |                   | Morija Ajako      | Morija Ajako      | Morija Ajako | Morija Ajako | Morija Ajako     | Morija Ajako     |                  |                  |                  |                  |  |  |  |  |  |  |  |  |
| Naruhito császár | Naruhito császár | Naruhito császár | Naruhito császár | Naruhito császár | Naruhito császár |               |               | Maszako hercegnő  | Maszako hercegnő  | Maszako hercegnő  | Maszako hercegnő  | Maszako hercegnő  | Maszako hercegnő  |              |              | Akisino herceg | Akisino herceg | Akisino herceg | Akisino herceg | Akisino herceg        | Akisino herceg        |                       |                       | Akisino hercegnő      | Akisino hercegnő      | Akisino hercegnő | Akisino hercegnő | Akisino hercegnő         | Akisino hercegnő         |                          |                          | Kuroda Sajako            | Kuroda Sajako            | Kuroda Sajako            | Kuroda Sajako            | Kuroda Sajako            | Kuroda Sajako            |                  |                  | Mikasza Akiko hercegnő  | Mikasza Akiko hercegnő  | Mikasza Akiko hercegnő  | Mikasza Akiko hercegnő  | Mikasza Akiko hercegnő  | Mikasza Akiko hercegnő  |  |  | Mikasza Jóko hercegnő     | Mikasza Jóko hercegnő     | Mikasza Jóko hercegnő     | Mikasza Jóko hercegnő     | Mikasza Jóko hercegnő     | Mikasza Jóko hercegnő     |  |  |                               |                               |                               |                               | Takamado Cuguko               | Takamado Cuguko               | Takamado Cuguko | Takamado Cuguko | Takamado Cuguko  | Takamado Cuguko  |                  |                  | Szenge Noriko    | Szenge Noriko    | Szenge Noriko | Szenge Noriko | Szenge Noriko     | Szenge Noriko     |                   |                   | Morija Ajako      | Morija Ajako      | Morija Ajako | Morija Ajako | Morija Ajako     | Morija Ajako     |                  |                  |                  |                  |  |  |  |  |  |  |  |  |
|                  |                  |                  |                  |                  |                  |               |               |                   |                   |                   |                   |                   |                   |              |              |                |                |                |                |                       |                       |                       |                       |                       |                       |                  |                  |                          |                          |                          |                          |                          |                          |                          |                          |                          |                          |                  |                  |                         |                         |                         |                         |                         |                         |  |  |                           |                           |                           |                           |                           |                           |  |  |                               |                               |                               |                               |                               |                               |                 |                 |                  |                  |                  |                  |                  |                  |               |               |                   |                   |                   |                   |                   |                   |              |              |                  |                  |                  |                  |                  |                  |  |  |  |  |  |  |  |  |
|                  |                  |                  |                  |                  |                  |               |               |                   |                   |                   |                   |                   |                   |              |              |                |                |                |                |                       |                       |                       |                       |                       |                       |                  |                  |                          |                          |                          |                          |                          |                          |                          |                          |                          |                          |                  |                  |                         |                         |                         |                         |                         |                         |  |  |                           |                           |                           |                           |                           |                           |  |  |                               |                               |                               |                               |                               |                               |                 |                 |                  |                  |                  |                  |                  |                  |               |               |                   |                   |                   |                   |                   |                   |              |              |                  |                  |                  |                  |                  |                  |  |  |  |  |  |  |  |  |
|                  |                  |                  |                  | Tosi hercegnő    | Tosi hercegnő    | Tosi hercegnő | Tosi hercegnő | Tosi hercegnő     | Tosi hercegnő     |                   |                   | Komuro Mako       | Komuro Mako       | Komuro Mako  | Komuro Mako  | Komuro Mako    | Komuro Mako    |                |                | Akisino Kako hercegnő | Akisino Kako hercegnő | Akisino Kako hercegnő | Akisino Kako hercegnő | Akisino Kako hercegnő | Akisino Kako hercegnő |                  |                  | Akisino Hiszahito herceg | Akisino Hiszahito herceg | Akisino Hiszahito herceg | Akisino Hiszahito herceg | Akisino Hiszahito herceg | Akisino Hiszahito herceg |                          |                          |                          |                          |                  |                  |                         |                         |                         |                         |                         |                         |  |  |                           |                           |                           |                           |                           |                           |  |  |                               |                               |                               |                               |                               |                               |                 |                 |                  |                  |                  |                  |                  |                  |               |               |                   |                   |                   |                   |                   |                   |              |              |                  |                  |                  |                  |                  |                  |  |  |  |  |  |  |  |  |

A császári család jelenlegi 16 tagja:
- Naruhito császár, 1960. február 23-án született a császári háztartás kórházában Tokióban. Apja trónra lépésével ő vált a trón következő örökösévé. Naruhito herceg 1993. június 9-én házasodott össze Ovada Maszakoval.[5] Naruhito apja 2019. április 30-i lemondása utána 2019.május 1-től váltotta császárként. Japán hagyományos öröklési sorrenjde szerint ő a világ legrégebbi monarchiájának 126. császára. Ezen kívül ő Japán első császára, aki a második világháború után született.[6] Naruhito uralkodása egy új japán korszak kezdetét jelzi.[7]
- Maszako császárné 1963. december 9-én született Hisasi Ovada leányaként, aki egykori külügyminiszter és japán egykori állandó képviselője volt az ENSZ-ben. A császárnak és a császárnőnek egyetlen lánya van.
- Akihito emeritus császár 1933. december 23-án született a Tokiói Császári Palotában Shóva császár és Kódzsun császárné legidősebb gyermekeként. 1959. április 10-én házasságot kötött Micsiko Sódával. Akihitó herceg és Micsiko koronahercegnő hivatalos látogatást tett harminchét országba. Kifejezte azt a vágyat, hogy segítse a császári családhoz közelebb hozni Japán népét. Akihito császár 1989. január 7-én követte apját a császári trónöröklésben.[8] Japán hagyományos öröklési sorrendje szerint ő a világ legrégebbi uralkodó dinasztiájának 125. tagja. Az 1945 márciusában Tokióban elkövetett amerikai bombázás során Akihitót és öccsét, Maszahito herceget evakuálták a városból. A második világháborút követő japán amerikai megszállás idején Akihito herceget Elizabeth Gray Vining oktatta az angol nyelvre és a nyugati szokásokra. 2019. április 30-án lemondott a trónról.
- Micsiko emerita császárné, korábban Sóda Micsiko 1934. október 20-án született Tokióban, Sóda Hideszaburo legidősebb lányaként, aki a Nisshin Flour Milling Inc. elnöke.[8] Micsiko feleségül ment az akkor még koronaherceg Akihitóhoz, és 1959-ben Japán koronahercegnője lett. Ő volt az első közember (és az első vallási kisebbségi) aki házasság útján a japán császári család tagja lett. Három gyermeke van a férjével. Legidősebb fia, Naruhito, a jelenlegi császár.
- Aiko hercegnő (2001. december 1.) Ő lett az első gyermeke, az akkor 37 éves koronahercegnőnek és a 41 éves koronahercegnek 8 év házasság után. Szakítva a hagyományokkal a hercegnő nevét szülei választották, a császár helyett. Aiko, a hercegnő keresztneve, a "szerelem (愛)" és a "gyermek (子)" kanji karakterekkel íródott, és azt jelenti: "aki szeret másokat".[9] A hercegnőnek is van egy császári címe, ’Tosi’ hercegnő (敬 宮 toshi-no-miya), ami azt jelenti, "aki tiszteletben tart másokat."[9] Ezt a hivatalos címet el fogja veszíteni amennyiben egy közemberhez megy feleségül. A japán öröklés törvényei megtiltják a hatalom női ágon való öröklését. Ha a törvények megváltoznának, Aiko a második helyen állna az öröklési sorban a trónért.
- Akisino herceg, a császár második fia, a trónörökös 2019. május 1-jétől a jelenlegi törvények szerint. 1965. november 30-án született. Császári címe gyerekként Aja herceg volt. Az Akisino herceg címet akkor kapta, amikor engedélyt kapott a császári család új ágának elindítására 1990. június 29-én Kiko Kavasimával kötött házasságán.[10]
- Akisino hercegnő 1966. szeptember 11-én született Tacuhiko Kavasima leányaként, aki a közgazdaságtan professzora a Gakushuin Egyetemen.[10] Akisino herceg és hercegnő két lánya és egy fia van:
  - Akisino Kako hercegnő 1994. december 29-én született a császári háztartás kórházában Tokióban és nővéréhez hasonlóan a Gakushūin Iskolában tanult. Majd 2013 áprilisában kezdte tanulmányait a Gakushuin Egyetemen.[11] 2014 augusztusában a Nemzetközi Keresztény Egyetemen (ICU) letette a felvételi vizsgát.[12] 2015. április 2-án a hercegnő részt vett a tokiói egyetem évnyitó ünnepélyén.[13]
  - Akisino Hiszahito herceg 2006. szeptember 6-án született és ezzel ő a legfiatalabb gyermeke és egyetlen fia Akisino hercegnek és Akisino hercegnőnek.[14][15] Ő az egyetlen fiú unokája, Akihito császárnak és Micsiko császárnénak. Hiszahito harmadikként áll a trónutódlási sorban, Naruhito nagybátyja és apja után.
- Hitacsi herceg 1935. november 28-án született, Shóva császár és Kódzsun császárné második fiaként és hatodik gyermekeként. Gyermekkori császári címe Joshi herceg volt. Hitacsi herceg címet akkor kapta mikor engedélyt kapott a császári család új ágának létrehozására 1964. október 1-jén, az esküvője utáni napon.[14][15] Hitacsi herceg főként a filantróp tevékenységei és a rák okait kereső kutatásairól ismert. 1944 végén a Császári Háztartási Minisztérium evakuálta az akkor még, Joshi herceget és a koronaherceget Nikkóba, hogy elkerüljék az amerikaiak Tokiói bombázását. Joshi herceg 1958-ban megszerezte a Gakushuin Egyetem Természettudományi Karán a kémiai diplomát. Ezt követően posztgraduális munkát végzett a Tokiói Egyetem Természettudományi Karán. 1969-ben a japán Rákkutató Alapítvány kutatási munkatársa lett, aki a sejtosztódás tanulmányozására szakosodott.
- Hitacsi hercegnő 1940. július 19-én született akkori neve Hanako Cuguru, apja az egykori gróf Jositaka Cugaru.[16] Hitacsi hercegnek és hercegnőnek nincs gyermeke. 1976 decembere óta Hitacsi herceg és Hitacsi hercegnő hivatalos lakóhelye egy nagy palotában található Komazawadori mellett, Higashiban, Tokió Shibuya kerületében.[17]
- Mikasza Tomohito hercegnő Mikasza Tomohito herceg (1946. január 5. – 2012. június 6.) özvegye, aki Mikasza herceg és hercegnő legidősebb fia, valamint Akihitó császár unokatestvére volt. A hercegnő 1955. április 9-én született Takakicsi Aszó lányaként. Szülei Takakicsi Aszó, az Asō Cement Co. elnöke és felesége, Kazui, Sigeru Josida volt miniszterelnök lánya.[18]  Két lánya van a kései Tomohito herceggel:
- Mikasza Akiko hercegnő (1981. december 20-án született) a japán Gakushuin Egyetemen szerzett diplomát történelem szakon. Míg Gakushuinban volt, a 2001-2002-es tanévet az oxfordi Merton College-ban töltötte japán művészettörténet specializáción.[19] 2006 decemberében az Akiko hercegnő segítséget nyújtott a Tokiói Egyetemnek egy különleges kiállítás megnyitásához a 19. századi japán művészeti mozgalomról, ami japonizmus néven is ismert. Akiko 2004 októberétől 2010 januárjáig doktori hallgatóvá vált az Egyesült Királyságban a Merton College-ban, ahol le is tette a záróvizsgát,[20] így a japán császári háztartás második tagjává vált, aki doktori címmel rendelkezik. A hercegnőt 2013 júniusában nevezték ki a Japán-Török Társaság elnökévé, így Akiko átvette az elnöki posztot apjától, Tomohito hercegtől.[21]  1998 júliusában, Akiko hercegnő először látogatott el Törökországba. Az utazás a közel-keleti kulturális központ, a nagyapjával társult szervezet elrendezése alatt történt, melynek ő vált később az elnökévé Japánban.

- Mikasza Yóko hercegnő 1983. október 25-én született a japán vöröskereszt orvosi központjában, Tokióban. Alapfokú, általános iskolai és középiskolai tanulmányait a rangos Gakushūin Iskolában szerezte. A hercegnő a Gakushuin Főiskolán, az interkulturális tanulmányok tanszékén és a japán tanulmányi tanszéken tanult, és japán tanulmányi diplomát szerzett. Yóko hercegnő később különféle önkéntes tevékenységekben vett részt, különösen a japán vöröskereszttel, 2006 decemberétől 2012 novemberéig.[22]
- Takamado hercegnő Takamado herceg özvegye (1954. december 29. – 2002. november 21.), aki Mikasza herceg és Mikasza hercenő harmadik fia és Akihitó császár unokatestvére. A hercegnő 1951 július 10-én született, ő a japán iparosító Sigedzsiro Tottori legidősebb lánya. Hiszako elkísérte az édesapját Angliába, ahova munkája miatt helyezték át, és így Hiszako még gyerekkorában elsajátította az angol nyelvet. Ezt követően 1975-ben az Egyesült Királyságban, a Cambridge-i Egyetemen végzett antropológiai és régészeti diplomával.

Japánba való visszatérése után fordítóirodában dolgozott, de hamarosan visszatért Angliába. 1982-ben ismét visszatért Japánba. Visszatérése után felajánlották, hogy segítsen Mikasza hercegnek a 31. Nemzetközi Ázsiai-Észak-Afrikai Kulturális Találkozón tolmácsaként és asszisztenseként. Takamado hercegnő az Oszakai Művészeti Egyetemen szerezte doktori címét művészettudományokból 2012 februárjában. 1984. december 6-án feleségül ment a herceghez. Eredetileg a herceg Norihito néven volt ismert, a Takamado herceg címet akkor kapta, amikor 1984. december 1-jén engedélyt kapott a császári család új ágának indítására. Takamado hercegnőnek három lánya van, akik közül kettő a császári család tagjai maradtak:
- Takamado Cuguko hercegnő 1986. március 8-án született Tokió Aiiku Kórházában. 2013 márciusában Cuguko hercegnő a Waseda Egyetem Nemzetközi Liberális Tanulmányok Doktori Iskoláján diplomázott.[24] 2013 áprilisától az UNICEF Japán Bizottságánál dolgozik.[25]

## A császári család egykori tagjai
Az 1947-es birodalmi háztartási törvény értelmében a 'naishinnō' (császári hercegnők) és 'joó' (hercegnők) elveszítik címüket és tagságukat a császári családban a házasság után, hacsak nem házasodnak a császárral vagy a császári család egy másik tagjával. Shóvaa császár öt lányából négy, Mikasza herceg két lánya, Akihito császár egyetlen lánya és Takamado herceg második lánya házasságuk után elhagyta a császári családot, csatlakozott a férj családjához, és így átvéve a férje vezetéknevet is.
Sóva császár legidősebb lánya 1939-ben házasodott Higasikuni Naruhito herceg legidősebb fiával. A Higasikuni család 1947 októberében elvesztette császári státuszát, a császári család többi mellékágával együtt.
- Acuko Ikeda (szül .: 1931. március 7.), Shóva császár negyedik lánya és negyedik gyermeke, Akihitó császár testvére.
- Takako Simazu (1939. március 2.), Shóva császár ötödik lánya és legfiatalabb gyermeke, Akihitó császár húga.
- Jaszuko Konoe (1944. április 26-án született), Mikasza herceg és Mikasza hercegnő legidősebb lánya és legidősebb gyermeke.[26]
- Maszako Szen (1951. október 23-án született), Mikasza herceg és hercegnő második lánya és negyedik gyermeke.[26]
- Szajako Kuroda (1969. április 18-án született), harmadik gyermek és csak Akihitó császár és Micsiko császárnő lánya.[27]
- Noriko Szenge (1988. július 22.), Takamado herceg és hercegnő második lánya.[28]
- Komuro Mako (1991. október 23.)
- Morija Ajako (1990. szeptember 15.) a tokiói Aiiku Kórházban született. Ő volt a császári család első tagja, aki a Heisei-korszakban született.

Az egykori hercegnők mellett rengeteg ember császári származású, a dinasztia tizennégy mellékágának köszönhetően (Asaka, Fushimi, Higashifushimi, Higashikuni, Kan'in, Kaya, Kitashirakawa, Kuni, Nashimoto, Takeda és Yamashina), akik 1947 októberében hagyták el a császári családot. A Nashimoto ág 1951-ben kihalt a férfi vonalon, majd 1987-ben és 1988-ban a Yamashina és a Kan'in ágak is. Sóva császár legidősebb lánya, Sigeko Higasikuni és harmadik lánya, Kazuko Takacukasa 1961-ben és 1989-ben halt meg.

## Öröklés
A császári család tagjai a Tokiói Császári Palotában 2011-ben ünnepi üdvözlő ünnepségen.
A történelem folyamán a trón utódlása általában a császári család férfi ágán ment végbe. A császári klán korábban speciálisan kijelölt sinnóket (fejedelmi házakat) is tartalmazott. A fennmaradt sinnóke és a kiterjesztett császári klán (óke) számos egyéb ágát 1947-ben közemberi státuszra redukálták.
A Meidzsi restauráció előtt Japánban nyolc női tennō (vagyis uralkodó császárnő) volt, mindegyik a császári klán férfivonalának egyik leánya volt. Egyik császárnő sem került a trónra házasság vagy özvegyülés útján. Egyik ilyen császárnő sem házasodott meg vagy szült gyermeket a trónra kerülése után.
Japán alkotmánya 2. cikke kimondja, hogy „a birodalmi trón dinasztikus lesz, és összhangban lesz a császári háztartás törvényével". Az 1947-es birodalmi háztartási törvény, amelyet a császári nagygyűlés a 92. és utolsó ülésszaka vezetett be, megtartotta az 1889-es törvényben a női dinasztia kirekesztését. Josida Sigeru miniszterelnök kormánya gyorsan alakította át a törvényeket, hogy a császári házat az 1947 májusában hatályba lépett japán-amerikai alkotmánynak megfeleljen. A császári család méretének ellenőrzésére a törvény előírja, hogy a csak a törvényes férfi nemű leszármazottak lehetnek a dinasztia tagjai; hogy a naisinnók (császári hercegnők) és a joók (hercegnők) elveszítik státuszukat mint a császári család tagjai, ha a császári családon kívül házasodnak; hogy a koronaherceg kivételével, a házasság nélküli császári fejedelmek és hercegek, valamint a császári hercegek és hercegnők özvegyei saját kérésükre vagy különleges körülmények esetén lemondhatnak tagságukról a császári család és a Birodalmi Ház Tanácsának jóváhagyásával; és hogy a császár és a császári család más tagjai nem fogadhatnak örökbe gyermekeket.
2005 januárjában Koizumi Dzsunicsiró miniszterelnök kinevezett egy bírákból, egyetemi oktatókból és a köztisztviselőkből álló speciális bizottságot, hogy tanulmányozzák a császári ház törvényi változásait, és ajánlásokat tegyenek a kormány számára. 2005. október 25-én a Bizottság javasolta a törvény módosítását annak érdekében, hogy a császári származású nők is a trónra kerülhessenek férfi leszármazottak mellett. Akihito császár fiúunokájának születése óta a kérdést mind a közvélemény, mind az egymást követő kormányok felfüggesztették.
2006 szeptemberét megelőzően esetleges öröklési válság következett be, mivel Akisino herceg 1965-ös születése óta nem született fiúgyermek a császári családban. Tosi hercegnő születése után nyilvános vitát folytattak a császári ház törvényének módosításáról, hogy lehetővé tegyék a császár női utódai és az ő leszármazottaik számára, hogy a trónra kerülhessenek.

## A rangok és kinevezések története
Ō (王) a japán császári család férfi tagjainak címzett címe (szó szerint "király", általában "fejedelem" vagy "herceg" a fordítása), akik nem rendelkeznek a sinnó (親王), (szó szerint "közeli rokonság a királlyal" "herceg" vagy "császári herceg") címmel. A női ekvivalens neve a naisinnó (内親王, azaz "női király"), amelyet általában "császárnő" vagy "királyné", általában "hercegnő" vagy "császári hercegnő").
Az Ò "királyként" is lefordítható, amikor egy királyság uralkodójára utal. Ennek a kettős jelentésnek az eredete a kínai minta másolására vezethető vissza, ahol a "király" a császár alatt a nemesek számára viselt címet jelentette: császári családtagok, magas rangú feudális urak és külföldi uralkodók (kivéve néhány erős uralkodót, amelyek egyenértékűek a kínai császárral). Kínától eltérően azonban az "ô"-t csak a császári családtagok és külföldi uralkodók (kivéve az egykori koreai császárt és utódait) használták.
Történelmileg a császári család bármelyik férfi tagja alapértelmezés szerint "ó", a "sinnó" pedig a császár által adott különleges cím. A Meidzsi restaurálása után az "ó" és a "sinnó" közötti különbség megváltozott. Az új szabály értelmében a "sinnó" vagy "naisinnó" egy törvényes, férfi ági császári családtag, aki a császár egyenes ági leszármazottja. A "törvényes birodalmi család" kifejezés kizárja azoknak a leszármazottjait, akik lemondtak a tagságukról a birodalmi családban, vagy kiutasították őket a császári családból. A "sinnó" magába foglalja a "sinnó-ke" (親王家: sinnó család) családfőinek mindegyikét is. Ez egy olyan törvényi rendelkezés, amely kimondja, hogy ha a sinnó-ke családfő kerülne a trónra, akkor testvérei és leszármazottaik megszerzik a "sinnó" címet. A császár szintén bármelyik "ó"-nak megadhatja a "sinnó" címet.
1947-ben megváltoztatták a törvényt, hogy így a "sinnó" és a "naisinnó" csak a császár törvényes férfiági unokáira terjedjen ki. A császári család is drasztikusan lecsökkent, miután megszüntette az "ó-ke"-t és a "sinnō-ke"-t.  Egy "ó" vagy "sinnó" házastársának vagy egy "-hi" (妃, női társ) utótagja, vagyis "óhi" (王妃) vagy "sinnóhi" (親王妃) lesz.
2017-ben a törvényszék által elfogadott egyszeri törvény, amely a császár lemondását lehetővé teszi, 2019. április 30-án fog hatályba lépni. A folyamat befejezése után a "Jókó" címet kell majd használnia.

## Fordítás
Ez a szócikk részben vagy egészben  az   Imperial House of Japan című angol Wikipédia-szócikk ezen változatának fordításán alapul.  Az eredeti cikk szerkesztőit annak laptörténete sorolja fel. Ez a jelzés csupán a megfogalmazás eredetét és a szerzői jogokat jelzi, nem szolgál a cikkben szereplő információk forrásmegjelöléseként.
Ez a szócikk részben vagy egészben  az   Empress Michiko című angol Wikipédia-szócikk ezen változatának fordításán alapul.  Az eredeti cikk szerkesztőit annak laptörténete sorolja fel. Ez a jelzés csupán a megfogalmazás eredetét és a szerzői jogokat jelzi, nem szolgál a cikkben szereplő információk forrásmegjelöléseként.
Ez a szócikk részben vagy egészben  az   Akihito című angol Wikipédia-szócikk ezen változatának fordításán alapul.  Az eredeti cikk szerkesztőit annak laptörténete sorolja fel. Ez a jelzés csupán a megfogalmazás eredetét és a szerzői jogokat jelzi, nem szolgál a cikkben szereplő információk forrásmegjelöléseként.
Ez a szócikk részben vagy egészben  a   Naruhito, Crown Prince of Japan című angol Wikipédia-szócikk ezen változatának fordításán alapul.  Az eredeti cikk szerkesztőit annak laptörténete sorolja fel. Ez a jelzés csupán a megfogalmazás eredetét és a szerzői jogokat jelzi, nem szolgál a cikkben szereplő információk forrásmegjelöléseként.
Ez a szócikk részben vagy egészben  a   Masako, Crown Princess of Japan című angol Wikipédia-szócikk ezen változatának fordításán alapul.  Az eredeti cikk szerkesztőit annak laptörténete sorolja fel. Ez a jelzés csupán a megfogalmazás eredetét és a szerzői jogokat jelzi, nem szolgál a cikkben szereplő információk forrásmegjelöléseként.
Ez a szócikk részben vagy egészben  az   Aiko, Princess Toshi című angol Wikipédia-szócikk ezen változatának fordításán alapul.  Az eredeti cikk szerkesztőit annak laptörténete sorolja fel. Ez a jelzés csupán a megfogalmazás eredetét és a szerzői jogokat jelzi, nem szolgál a cikkben szereplő információk forrásmegjelöléseként.
Ez a szócikk részben vagy egészben  a   Fumihito, Prince Akishino című angol Wikipédia-szócikk ezen változatának fordításán alapul.  Az eredeti cikk szerkesztőit annak laptörténete sorolja fel. Ez a jelzés csupán a megfogalmazás eredetét és a szerzői jogokat jelzi, nem szolgál a cikkben szereplő információk forrásmegjelöléseként.
Ez a szócikk részben vagy egészben  a   Kiko, Princess Akishino című angol Wikipédia-szócikk ezen változatának fordításán alapul.  Az eredeti cikk szerkesztőit annak laptörténete sorolja fel. Ez a jelzés csupán a megfogalmazás eredetét és a szerzői jogokat jelzi, nem szolgál a cikkben szereplő információk forrásmegjelöléseként.
Ez a szócikk részben vagy egészben  a   Princess Mako of Akishino című angol Wikipédia-szócikk ezen változatának fordításán alapul.  Az eredeti cikk szerkesztőit annak laptörténete sorolja fel. Ez a jelzés csupán a megfogalmazás eredetét és a szerzői jogokat jelzi, nem szolgál a cikkben szereplő információk forrásmegjelöléseként.
Ez a szócikk részben vagy egészben  a   Princess Kako of Akishino című angol Wikipédia-szócikk ezen változatának fordításán alapul.  Az eredeti cikk szerkesztőit annak laptörténete sorolja fel. Ez a jelzés csupán a megfogalmazás eredetét és a szerzői jogokat jelzi, nem szolgál a cikkben szereplő információk forrásmegjelöléseként.
Ez a szócikk részben vagy egészben  a   Prince Hisahito of Akishino című angol Wikipédia-szócikk ezen változatának fordításán alapul.  Az eredeti cikk szerkesztőit annak laptörténete sorolja fel. Ez a jelzés csupán a megfogalmazás eredetét és a szerzői jogokat jelzi, nem szolgál a cikkben szereplő információk forrásmegjelöléseként.
Ez a szócikk részben vagy egészben  a   Masahito, Prince Hitachi című angol Wikipédia-szócikk ezen változatának fordításán alapul.  Az eredeti cikk szerkesztőit annak laptörténete sorolja fel. Ez a jelzés csupán a megfogalmazás eredetét és a szerzői jogokat jelzi, nem szolgál a cikkben szereplő információk forrásmegjelöléseként.
Ez a szócikk részben vagy egészben  a   Yuriko, Princess Mikasa című angol Wikipédia-szócikk ezen változatának fordításán alapul.  Az eredeti cikk szerkesztőit annak laptörténete sorolja fel. Ez a jelzés csupán a megfogalmazás eredetét és a szerzői jogokat jelzi, nem szolgál a cikkben szereplő információk forrásmegjelöléseként.
Ez a szócikk részben vagy egészben  a   Princess Akiko of Mikasa című angol Wikipédia-szócikk ezen változatának fordításán alapul.  Az eredeti cikk szerkesztőit annak laptörténete sorolja fel. Ez a jelzés csupán a megfogalmazás eredetét és a szerzői jogokat jelzi, nem szolgál a cikkben szereplő információk forrásmegjelöléseként.
Ez a szócikk részben vagy egészben  a   Princess Yōko of Mikasa című angol Wikipédia-szócikk ezen változatának fordításán alapul.  Az eredeti cikk szerkesztőit annak laptörténete sorolja fel. Ez a jelzés csupán a megfogalmazás eredetét és a szerzői jogokat jelzi, nem szolgál a cikkben szereplő információk forrásmegjelöléseként.
Ez a szócikk részben vagy egészben  a   Princess Tsuguko of Takamado című angol Wikipédia-szócikk ezen változatának fordításán alapul.  Az eredeti cikk szerkesztőit annak laptörténete sorolja fel. Ez a jelzés csupán a megfogalmazás eredetét és a szerzői jogokat jelzi, nem szolgál a cikkben szereplő információk forrásmegjelöléseként.
Ez a szócikk részben vagy egészben  a   Princess Ayako of Takamado című angol Wikipédia-szócikk ezen változatának fordításán alapul.  Az eredeti cikk szerkesztőit annak laptörténete sorolja fel. Ez a jelzés csupán a megfogalmazás eredetét és a szerzői jogokat jelzi, nem szolgál a cikkben szereplő információk forrásmegjelöléseként.
Ez a szócikk részben vagy egészben  a   Hisako, Princess Takamado című angol Wikipédia-szócikk ezen változatának fordításán alapul.  Az eredeti cikk szerkesztőit annak laptörténete sorolja fel. Ez a jelzés csupán a megfogalmazás eredetét és a szerzői jogokat jelzi, nem szolgál a cikkben szereplő információk forrásmegjelöléseként.